# Steve Mitchell (cestista 1964)
Steve Mitchell (Memphis, 2 luglio 1964) è un ex cestista statunitense.

## Carriera
È stato selezionato dai Washington Bullets al secondo giro del Draft NBA 1986 (36ª scelta assoluta).
Ha giocato in LNB Pro A nel Vichy e, in precedenza, in Serie A2 nella Segafredo Gorizia. Vanta presenze anche in CBA nei La Crosse Catbirds e nei Wichita Falls Texans.
Con gli Stati Uniti ha disputato le Universiadi di Kōbe 1985.